# Ferdy Druijf
Ferdy Druijf, né le 12 février 1998 à Uitgeest aux Pays-Bas, est un footballeur néerlandais qui évolue au poste d'avant-centre.

## Biographie

### Débuts professionnels
Né à Uitgeest aux Pays-Bas, Ferdy Druijf commence le football au FC Uitgeest, le club de sa ville natale, avant de rejoindre le centre de formation de l'AZ Alkmaar en 2012. Il joue son premier match en équipe première le 28 janvier 2018 face au Willem II Tilburg, en Eredivise. Il entre en jeu à la place de Mats Seuntjens et son équipe s'impose sur le score de deux buts à zéro. Le 5 mars 2018 il signe un nouveau contrat, le liant avec son club formateur jusqu'en 2021.
Le 4 janvier 2019 il est prêté pour le reste de la saison 2018-2019 au NEC Nimègue. En une demi-saison il marque 15 buts en 20 matchs, devenant ainsi le meilleur buteur du championnat.
Au retour de son prêt au NEC Nimègue, Druijf prolonge son contrat avec l'AZ jusqu'en 2023, le 19 juillet 2019.
Le 26 août 2020 il joue son premier match de Ligue des champions, face au FC Viktoria Plzeň. Il entre en jeu à la place de Jordy Clasie ce jour-là et son équipe s'impose après prolongations sur le score de trois buts à un.

### Prêt au KV Malines
Le 13 janvier 2021, Druijf est prêté jusqu'à la fin de la saison au KV Malines,. Trois jours plus tard il joue son premier match pour le KV Malines lors d'une rencontre de championnat face au Sporting de Charleroi. Il entre en jeu à la place de Gustav Engvall et son équipe s'impose sur le score de un but à zéro.
Pour la saison 2021-2022, il est a nouveau prêté jusqu'à la fin de la saison au KV Malines. Druijf n'est toutefois pas satisfait de son temps de jeu et demande que son prêt se termine lors de la trêve hivernal, en accord avec les deux clubs. Fin janvier 2022, après 39 matchs et 10 buts inscrits avec les Jaune et Rouge, il retourne donc à l'AZ Alkmaar.
Wouter Vrancken, l'entraîneur du KV Malines conclut le terme du prêt du Néerlandais en laissant des mots positifs, qu'il garde un très bon contact. Il estime que Druijf s'était bien adapté à la façon de jouer de l'équipe, mais que de cette saison il ne s'est pas remis à niveau à cause notamment d'une blessure, et qu'il lui était donc difficile de se relancer.
Ferdy garde également de bons souvenirs de son passage de janvier 2021 à janvier 2022 chez les Malinwa.

### Rapid Vienne
Début février 2022, l'AZ Alkmaar prête Ferdy Druijf en Bundesliga (D1 Autrichienne), au Rapid Vienne, jusqu'à la fin de saison.
Le 6 mars 2022 il inscrit son premier but pour le Rapid, lors d'une rencontre de championnat face au SK Austria Klagenfurt. Il est titularisé et participe à la victoire de son équipe par trois buts à zéro.
En juillet 2022, Druijf quitte définitivement l'AZ pour poursuivre l'aventure au Rapid Vienne. Il signe un contrat courant jusqu'en juin 2025.

### PEC Zwolle
Le 14 juillet 2023, Ferdy Druijf est prêté pour une saison au PEC Zwolle.
Le 2 décembre 2023, Druijf se fait remarquer en réalisant un triplé sur la pelouse du FC Volendam, en championnat. Entré en cours de jeu, il contribue avec ses trois buts à la victoire de son équipe par cinq buts à zéro,.

### En sélection nationale
En octobre 2017 il est appelé pour la première fois avec l'équipe des Pays-Bas des moins de 20 ans. Il joue son premier match le 5 octobre 2017, lors d'une rencontre perdue face à l'Allemagne (0-1).